# Challenger Salinas 2004
Il Challenger Salinas 2004 è stato un torneo di tennis facente parte della categoria ATP Challenger Series nell'ambito dell'ATP Challenger Series 2004. Il torneo si è giocato a Salinas in Ecuador dal 29 marzo al 4 aprile 2004 su campi in cemento.

## Vincitori

### Singolare
Alejandro Falla ha battuto in finale  Gilles Müller con il punteggio di 6(5)–7, 6–2, 6–2

### Doppio
Federico Browne /  Aisam-ul-Haq Qureshi hanno battuto in finale  José de Armas /  Eric Nunez 6–3, 6–3